# Baberaahuttaa
Baberaahuttaa is een van de onbewoonde eilanden van het Gaafu Alif-atol behorende tot de Maldiven.